# Taranto
Taranto (latinul Tarentum, helyi nyelvjárásban Tarande) Olaszország Puglia régiójának második (Bari után), Dél-Olaszország harmadik (Bari és Nápoly után) legnagyobb városa (közigazgatásilag comune). Az azonos nevű megye székhelye. Tarantót az i. e. 8. században (Euszebiosz szerint i. e. 706-ban) a spártai görögök alapították Tarasz (Τάρᾱς) néven, egyetlen dél-itáliai gyarmatvárosukként. Az egykori Akropolisz, a mai történelmi városközpont a Città vecchia a Mar Piccolo (beltenger) és a Mar Grande közé ékelődő kis szigeten alakult ki. A város több alkalommal is háborút folytatott a rómaiak ellen I. Pürrhosz épeiroszi király támogatásával, de végül fennhatóságuk alá került. A középkorban a Tarantói Hercegség székhelye volt. A hercegség megszűnése után a tarantói hercegi címet hivatalosan a nápolyi király örökösei továbbra is viselhették. A második világháborúban szövetséges harci repülőgépek súlyos bombatámadást mértek a Mar Piccolóban állomásozó olasz flotta ellen és az itt állomásozó hajók nagy részét elsüllyesztették. A város a névadója a tarantula pókfajnak, amelynek csípéséről a hagyományok úgy tartják, őrületet okoz (de legalábbis a 'tarantella' nevű dél-olasz tánc által bemutatott rángatózást).

## Földrajz

### Fekvése

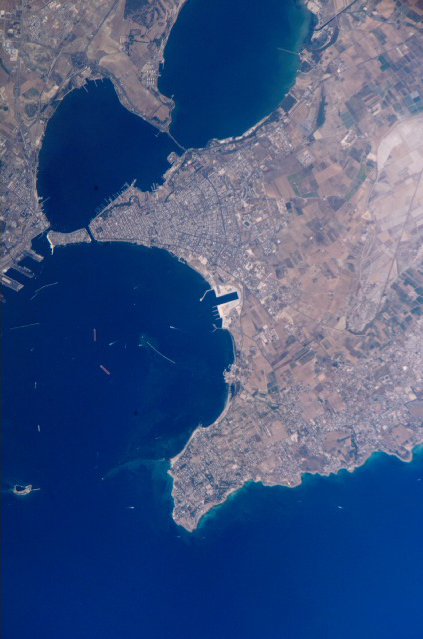
Taranto látképe műholdról

Taranto, amelyet gyakran „két tenger városának” is neveznek, a Jón-tenger egyik öblének, a Tarantói-öbölnek a partján fekszik. A két „tenger”, a Mar Grande és Mar Piccolo, amelyek partjain a város fekszik, lényegében két kisebb öböl, amelyeket a Cheradi-szigetek választanak el a Tarantói-öböltől. A két tenger között található kis szigeten alakult ki Taranto óvárosa, amelyet a Ponte di Porta Napoli és a Ponte Girevole („forgóhíd”) hidak kötnek össze a város többi részével. Ezen a szigeten található a város régi erődítménye, a Castello Aragonese is. A sziget tulajdonképpen egy félsziget volt, amelyet a 15. század első felében vágtak el véglegesen a szárazföldtől, amikor a törökök elleni védelem érdekében a Castello Aragonese nyugati oldalán egy vizesárkot alakítottak ki.
A Mar Grandét a Tarantói-öböltől a Cheradi-szigetek (San Pietro és San Paolo), valamint a San Vito-fok választják el.
A Mar Piccolo lagúna-jellegű, kapcsolata a Mar Grandéval az óváros szigetének két oldalán található csatornákon keresztül van. Két kisebb öbölre tagolható, amelyeket a Penna- és Pizzone-földcsúcsok választanak el. A két földcsúcsot a Ponte Punta Penna Pizzone híd köti össze. Az első, háromszög alakú öböl déli része a másik öböllel, nyugati része a Porta Napoli csatornán keresztül a Mar Grandéval van kapcsolatban. A második tengeröböl elliptikus alakú és szélessége eléri az 5 km-t is, nincs közvetlen kapcsolata a tengerrel.
A Mar Grande és a Mar Piccolo áramlásait és sótartalmát a szelek, az árapályok és a tengeralatti források befolyásolják. Mindkét öböl északi részén tengeralatti édesvízforrások törnek a felszínre, amelyeket a helyiek citrinek neveznek. Ezen források környéke ideális hely feketekagylók tenyésztésére.

### Éghajlata
A városnak tipikus mediterrán éghajlata van: enyhe telekkel és forró nyarakkal. A legtöbb csapadék a téli hónapokban hullik. A Köppen-féle éghajlatosztályozási rendszer szerint a C osztályba sorolható.
| Hónap                         | Jan. | Feb. | Már. | Ápr. | Máj. | Jún. | Júl. | Aug. | Szep. | Okt. | Nov. | Dec. | Év   |
| ----------------------------- | ---- | ---- | ---- | ---- | ---- | ---- | ---- | ---- | ----- | ---- | ---- | ---- | ---- |
| Átlagos max. hőmérséklet (°C) | 12,0 | 13,0 | 15,0 | 18,0 | 22,0 | 27,0 | 30,0 | 30,0 | 27,0  | 22,0 | 17,0 | 14,0 | 20,6 |
| Átlagos min. hőmérséklet (°C) | 6,0  | 6,0  | 7,0  | 10,0 | 14,0 | 18,0 | 21,0 | 21,0 | 18,0  | 14,0 | 10,0 | 7,0  | 12,7 |
| Átl. csapadékmennyiség (mm)   | 41   | 42   | 42   | 26   | 22   | 15   | 11   | 14   | 26    | 59   | 53   | 58   | 409  |
| Forrás: www.ilmeteo.it        |      |      |      |      |      |      |      |      |       |      |      |      |      |

## Történelem

### Alapítása

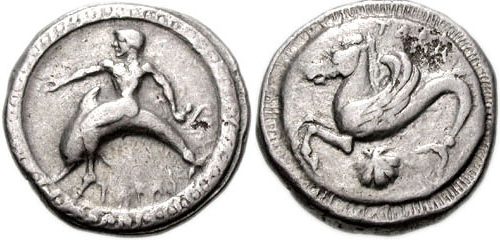
Pénzérmék az i. e. 5 századból

Tarantót az i. e. 8. században (Euszebiosz szerint i. e. 706-ban) a spártai görögök alapították egyetlen dél-itáliai gyarmatvárosukként . A hely kiválasztásánál elsősorban a vidék stratégiai fekvése volt döntő szempont.
A legendák szerint a várost spártai patrák (nőtlen spártaiak fiai) és lukániai perioikoszok (szabad férfiak, de nem spártaiak) alapították. Phalantosz, a patrák vezetője, indulása előtt a delphoi jósnál járt, aki megjósolta neki, hogy a Szatürion-foknál (ma Saturo-fok, a mai Tarantótól északnyugatra) alapít majd várost, ott, ahol a derűs égből esni fog az eső. Phalantosz utazása során elért a Tara folyó torkolatához. Megpihent és elaludt hitvese ölében, aki a jós jövendölésére gondolva bánatában sírva fakadt. Könnyei férje arcára hullottak. Phalantosz így beteljesedettnek látta a jóslatot, feleségének könnyeit a megjósolt esőnek tudta be. A hős partra szállt és megalapította Tarasz városát, amelyet Poszeidón és Szatürion nimfa fiáról nevezett el.
Sztrabón, görög történész és geográfus szerint Phalantosz megérkezése után előbb megküzdött az ott élő barbárokkal és krétai telepesekkel és csak ezt követően alapította meg a várost. A krétaiakról, mint a tarasziak ellenfeleiről Hérodotosz is említést tett.
A fentiekről Arisztotelész, Theopomposz, Diodórosz, Polübiosz és Dionüsziosz Halikarnasszeusz is írnak, habár eltérő formában. Írásaikban I. Antiokhosz szeleukida királyt említik gyarmatalapítóként. Az ókori szerzők egyetértenek viszont abban, hogy Tarasz alapítói spártai telepesek voltak és abban is, hogy menekülésük oka otthonukból a házasságon kívüli születésük vagy a hatalmon levő nemesekkel szembeni lázadásuk lehetett. A távoli területeken egyrészt békét, másrészt szántóföldeket kerestek. A spártaiak érkezése előtt Tarasz vidékét az árkádiai görögök (akik az i. e. 11. században érkeztek Puglia vidékére), majd a messzápok és japigok népesítették be.
Egy másik legenda szerint Tarantót i. e. 2019-ben alapították (1266 évvel Róma alapítása előtt). A város alapítója Tarasz, Poszeidón fia volt, aki, miután csodával határos módon egy delfin segítségével megmenekült egy vihartól, a Tara folyó torkolatánál érte el a szárazföldet. A legenda szerint Tarasz ekkor két várost alapított: Taraszt, a későbbi Tarantót, és Szatüriont, amelyet anyjáról, a nimfáról nevezett el. A város címerében is Tarasz van megörökítve, amint egy delfinen lovagol.
Alapítása után rövid idővel Tarasz lett Magna Graecia egyik vezető városa és számos dél-itáliai görög gyarmatváros felett uralkodott.

### A hellenizmus kora
Püthagorasz halála után (Metapontum, i. e. 510) követői Taraszban telepedtek le, de máglyahalálra ítélték őket, mivel ellenszegültek a város uralkodóinak. Ennek ellenére a püthagorászi filozófia gyorsan meghonosodott a városban, követőinek száma egyre nőtt, így a püthagoreusok hamarosan átvették a város vezetését.
I. e. 500 körül Tarasz ura – Hérodotosz görög történész szerint – a zsarnok Arisztophilidész király volt. A többi apuliai várossal ellentétben befogadta az Itália és Görögország különböző részeiből érkező bevándorlókat, ezért népessége gyors ütemben növekedett. I. e. 472-ben Tarasz szövetséget kötött Rhégionnal a messzápok és lukániaiak ellen, de egyesített hadseregük súlyos vereséget szenvedett Caelia közelében. I. e. 466-ban a város ismét vereséget szenvedett, ezúttal a japigoktól. Arisztotelésztől tudni, hogy a meggyilkolt arisztokrata családok nagy száma miatt a lakosságnak sikerült megdöntenie a királyságot és elűzni a város vezetésének éléről a püthagoreusokat. A hatalmi viszonyok ezen változása azonban nem befolyásolta Tarasz és az anyaváros, Spárta kapcsolatait. A peloponnészoszi háborúban Tarasz Spártát támogatta Athénnal szemben. Az i. e. 415-ben bekövetkezett spártai vereség után hajókat küldött a peloponnészosziak segítségére, akiket Szicíliába menekített. Athén a város nagy ellenségeit, a messzápokat támogatta annak érdekében, hogy korlátozza Tarasz hatalmát Magna Graeciában.

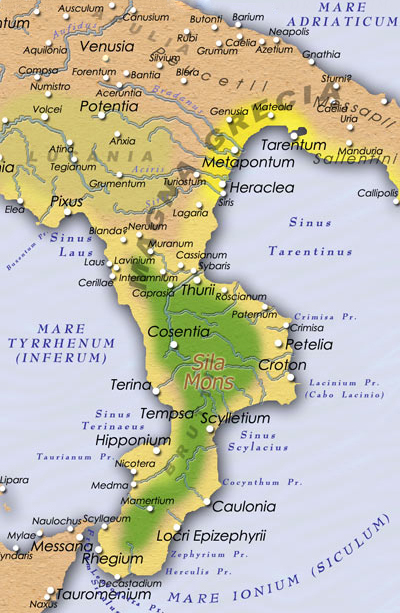
Magna Graecia i. e. 280 körül

Az i. e. 5. század első felében a város jelentős átalakításokon, fejlesztéseken esett át: megnagyobbították a várost védő falakat, új templomokat építettek.
I. e. 432-ben, egy több éves háborút követően Tarasz békeszerződést kötött Thurioival és az elfoglalt Szirisz város területén közösen új várost alapítottak Érakleia néven. Az új város azonban hamarosan Tarasz kizárólagos fennhatósága alá került.
A város virágkorát a nagy államférfi, stratéga, hadsereg-főparancsnok, filozófus és matematikus, Arkhütasz hivatala alatt élte. Ebben az időben Magna Graecia legfontosabb városa és Dél-Itália fő kereskedelmi kikötője volt. A város Görögországgal intenzív kereskedelmet folytatott. Ugyanakkor a legnagyobb itáliai hadsereget és flottát tudhatta magáénak. Szókratész halála után (i. e.399-ben) Platón is ellátogatott Taraszba (i. e. 388 és 385 között), ahol Arkhütasz bevezette a püthagoraszi filozófia és számelmélet világába. I. e. 367-ben a karthágóiak és etruszkok szövetséget hoztak létre Tarasz dél-itáliai hatalmának megdöntése érdekében, de sikertelenül. Arkhütasz halála után (i. e. 347-ben) a város a lassú hanyatlás időszakába lépett. A város hatalmának csökkenését elsősorban a hadsereg felvonultatásának képtelensége jelezte.
I. e. 343-ban Spárta Tarasz segítségére sietett a lukániaiak támadása kivédésére. A spártai király, III. Arkhidamosz, személyesen vezette a flottáját és hadseregét a lukániaiak ellen, azonban i. e. 338-ban Mandonionnál legyőzték és életét vesztette. I. e. 333-ban Tarasz ismét szembekerült itáliai szomszédaival, ekkor Molosszosz épeiroszi király segítségét kérték. Zsoldoshadserege i. e. 331-ben azonban szintén vereséget szenvedett. Tarasznak végül i. e. 320-ban sikerült békét kötnie a lukániaiakkal.
I. e. 304-ben a lukániaiak a bruttiusokkal szövetkezve ismét megtámadták a várost. Tarasz segítségére ezúttal Agathoklész, szürakúzai zsarnok sietett. I. e. 303-302 között Kleonümosz athéni stratéga segítette a várost a lukániaiak elleni háborúban.

### A Róma elleni háborúk
Az i. e. 3. században Róma hatalma fokozatosan növekedett. A szamniszok leverése után i. e. 290-ben a rómaiak számos gyarmatot alapítottak Apulia és Lucania területén. Magna Graecia egyes városállamai (mint Rhégion, Króton és Epizephürioi Lokroi) Róma katonai segítségét kérték a szomszédaikkal folytatott háborúikban. I.e 282-ben egy lukániai hadjárat során Thurioi városa, amely Tarasz fennhatósága alatt állt, Rómától kapott katonai segítséget; ezt Tarasz a saját belügyeibe való beavatkozásként értékelte. Abban az időben a városban két politikai párt létezett. A városvezetésben fölényben voltak a Phüloikrasz által vezetett párt képviselői, akik tartottak attól, ha a rómaiak bevonulnak a városba, a görögök elveszítik függetlenségüket. A másik, Agisz által vezetett párt képviselői azonban nem utasították el a Rómának való behódolás gondolatát, mivel ez erősítette volna a város feletti befolyásukat, de ugyanakkor nem tartották célszerűnek az azonnali behódolást sem, mivel egy ilyen lépés népszerűségüket veszélyeztette volna.

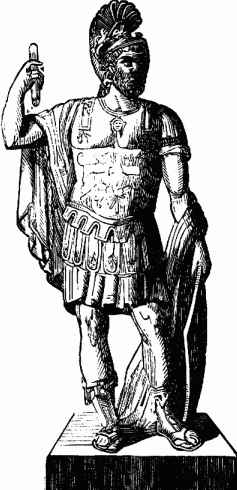
Pürrhosz

Végül sikerült békeszerződést kötni Rómával, aminek értelmében a római hajók a Lacinio-foknál (a mai Crotone mellett) közelebb nem közelíthették meg Taraszt. I. e. 282-ben Róma Lucius Valerius admirális vezetése alatt tíz hajóból álló flottát küldött a lukániaiak által elfoglalt Thurioi megsegítésére. Ahhoz, hogy elérjenek a városba, a római hajóknak el kellett jönniük a Lacinio-fok mellett. A tarasziak ez idő alatt, Dionüszosz ünnepe alkalmával a város amfiteátrumában tartózkodtak, amely a tengerparton állt. Mivel gyűlölték a rómaiakat a terjeszkedési politikájuk és a kéretlen „segítségnyújtásaik” miatt, amelyekkel a fennhatóságuk alatt lévő városokat akarták saját oldalukra állítani, a tarasziak a hajók felbukkanását a békeszerződés megszegésének tekintették, flottájukkal megtámadták a római hadigályákat és közülük négyet elsüllyesztettek, egyet elkoboztak, számos katonát pedig rabul ejtettek. Tarasz saját hadsereget és flottát küldött Thurioi felmentésére és visszavonulásra késztette a rómaiakat. Az incidens ellenére Róma nem szándékozott nyílt háborút kezdeményezni, mivel az a görög, illetve karthágói seregeket is Itáliába csábította volna. Róma ezért diplomatákat küldött a városba, viszont a tárgyalásokat a város vezetése félbeszakította. A feljegyzések szerint Tarasz elöljárója, Phülonidész megsértette a római nagykövetet, Lucio Postumiust azáltal, hogy bepiszkította annak tógáját. A sértett nagykövet ekképpen válaszolt: „… hogy e folt megtisztuljon, sok vért és könnyet fogtok ontani”. Az események következtében a római szenátus hadat üzent Tarasznak, aki Pürrhosz épeiroszi királyhoz fordult segítségért. I. e. 281-ben Lucius Aemelius Barbula vezetésével a római légiók megtámadták és kifosztották a várost. A szamniszok és salentinusok segítsége ellenére Tarasz seregei alulmaradtak a rómaiakkal szemben. Agiszt felkérték, hogy írja alá a békeszerződést és tartson egy beszédet, azonban a Küneasz vezetésével érkező épeiroszi hadsereg megakadályozta ezt. A Taraszba kinevezett római konzul és csapatai visszavonultak és később vereséget szenvedtek a görögöktől.
Pürrhosz támogatta Tarasz, mivel a város segített neki Korküra meghódításában. Ugyanakkor tudta, hogy számíthat a szamniszok, lukániaiak, bruttiusok és néhány illíriai törzs segítségére is, háború esetén. Elsődleges célja azonban Makedónia meghódítása volt, de nem rendelkezett elegendő pénzzel, hogy katonáit fizetni tudja, ezért azt tervezte, hogy segít Taraszon, majd átvág Szicíliába és megtámadja Karthágót is. Egy győzelem és Dél-Itália meghódítása után elegendő pénzre tett volna szert egy hadsereg felállításához, amellyel Makedónia meghódítására indult volna.

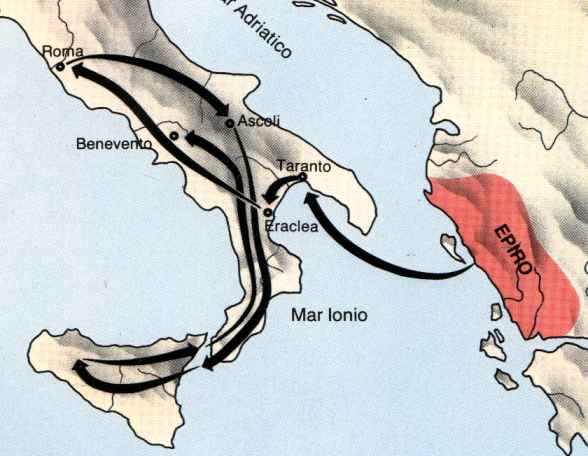
Pürrhosz dél-itáliai és szicíliai hadjárata

Miután a rómaiak értesültek Pürrhosz partraszállásáról, Publius Valerius Laevinus vezetése alatt nyolc légiót és segédcsapatot, összesen 30 000 katonát, többek között lovasságot, számos katapultot és gerelyvetőt mozgosítottak. A híres érakleiai csata (i. e. 280) a rómaiaknak 7000 halottjába, 2000 foglyába és 1500 sebesültjébe került, míg a görögök 4000 halottal és számos sebesülttel számoltak. Az épeirosziak sikere a rómaiak számára ismeretlen hadielefántoknak volt köszönhető. A kezdeti győzelmek ellenére Pürrhosz soha nem adta fel a béketárgyalások reményét, mivel tudatában volt ellenfele hatalmának. Időközben a rómaiak megtanulták, hogy az elefántok félnek a tűztől, ezért különféle tüzes fegyvereket készítettek. Ily módon a következő csatákból már a rómaiak kerültek ki győztesként, kényszerítve Pürrhoszt egy békeszerződés elfogadására. A békeszerződés értelmében Pürrhosz véglegesen távozott volna Itáliából, a rómaiak pedig elismerték volna Tarasz függetlenségét. Róma azonban rövid időn belül ismét a város ellen küldte légióit. Az épeiroszi király ismét a tarantóiak segítségére sietett, de kevés sikerrel. A rómaiak végleges győzelmet arattak az épeiroszi-taraszi seregeken, aminek következtében Pürrhosz véglegesen visszavonult , mindössze egy helyőrséget hagyván hátra a városban.
A tarasziak az épeiroszi helyőrségtől való szabadulás érdekében a karthágóiakhoz fordultak segítségért. A helyőrség vezetője, Milón i. e. 273-ban átadta a várost a rómaiaknak, akik első intézkedéseikkel ledöntötték a várost védő falakat, háborús adókat vezettek be és elkobozták a lakosság hajóit és fegyvereit. A legtöbb értéktárgyat Rómába szállították. A városban élő és tevékenykedő matematikusokat, filozófusokat, irodalmárokat (pl. Livius Andronicus) pedig arra kényszerítették, hogy Rómába költözzenek.
I. e. 123-ban Caius Gracchus egy római coloniát alapított Taranto közelében (Colonia Neptunia), amelyet i. e. 89-ben egyesítettek a görög várossal; ez Taranto teljes integrációját jelentette a Római Köztársaságba. Ezek után épült meg a várost vízzel ellátó akveduktusz, valamint az új amfiteátrum.

### A római fennhatóság kora

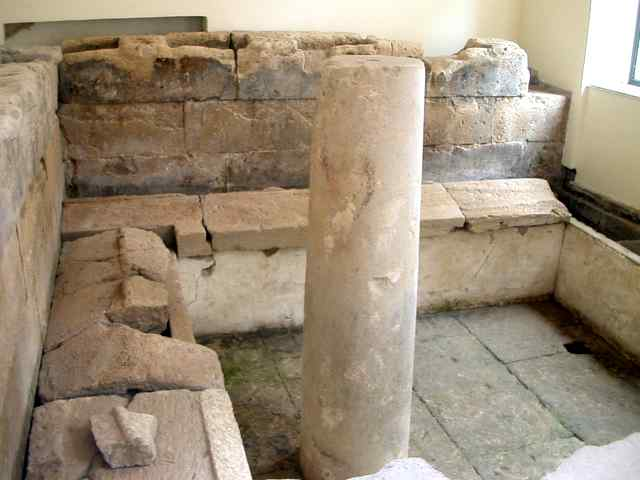
Taranto római kori emléke az atléták nekropolisza

A rómaiak idejében a város (latin nevén Tarentum) az egyik leggazdagabb itáliai város volt. Vergilius a várost „saturum Tarentum”-nak nevezte, vagyis „jóllakott Tarentumnak”. „A kopár Tarentinus termeli a legjobb mézet”, így dicsőítette Varro az i. e. 1. században. Emellett Tarentum a marha-, juh- és kecsketenyésztésről is híres volt. Horatius szerint a városban nemes hátaslovakat is tenyésztettek, ez lehet az oka, hogy számos érme hátára lovat nyomtattak. De a város híres volt borairól is.
A város kedvelt megállója volt a Görögországból és Ázsiából Róma felé tartó utazóknak. A feljegyzések szerint Nagy Heródes egyik fia is megszállt a városban.
A korabeli feljegyzések szerint Tarantóból származik a Junii Silani nemesi család. Junia Silana, a tarentumi konzul második leánya i. sz. 47-ben válni kényszerült férjétől, Gaius Siliustól, miután a férfi Messalina császárnő szeretője lett. Noha kezdetben jó viszonyt ápolt Agrippinával, a két nő közötti szimpátia a későbbiekben rivalizálásba csapott át, főleg miután Agrippina 55 körül feleségül ment Sextius Africanushoz. A rivalizálás miatt Junia Silanát Tarentumba száműzték, ahol 59-ben meghalt.
I. sz. 60-ban Nero császár veterán légiósokat telepített a városba. Ebben a periódusban írta meg Petronius a Satyricont, amelyben a várost Trójával hasonlatos mitikus szintre emeli. Traianus császár uralkodásának idején épültek meg a város thermái.
A tarantói vallásos élet egyik jellegzetességeként a széldémonok elhallgattatására szamáráldozatokat mutattak be.

### A kora középkor

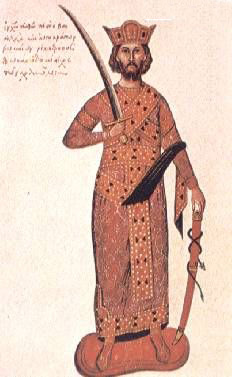
II. Niképhorosz Phókasz

A Nyugatrómai Birodalom bukását követően a dél-itáliai városokhoz hasonlóan Tarentum is hanyatlásnak indult. Ennek két konkrét oka volt: elsősorban az örökös ellenfél, Brundisium városának gyors fejlődése illetve a gyakran váltakozó uralkodók (bizánciak, vizigótok és longobárdok).
Flavius Belisarius bizánci tábornok vezetésével 546-ban a város védműveit felújították és megerősítették. Tarentum 549-ben a Totila vezette gótok kezébe került, de a bizánciaknak Narses tábornok vezetésével (Belisarius utóda) sikerült rövid időn belül visszafoglalniuk. 570-ben a longobárdok foglalták el a várost, amelyet csak 663-ban sikerült a bizánciaknak ismét visszafoglalniuk a II. Konstans által küldött bizánci flotta segítségével. A bizánci flotta távozását követően a longobárdok Grimoald herceg vezetésével ismét megtámadták és 686-ban elfoglalták a várost. A longobárdok belső harcai következtében a 9. században Tarentum ereje és jelentősége fokozatosan csökkent. 840-ben a városiak elfogtak és bebörtönöztek egy beneventói longobárd herceget, s ez szintén hozzájárult a longobárd belső viszályok fokozásához. A longobárdok gyengeségét kihasználva a szaracénoknak sikerült elfoglalniuk a várost, amely több mint 40 éven keresztül a legfontosabb dél-itáliai támaszpontjuk volt és rabszolga-kereskedelem egyik fontos központja. A szaracénok innen indították az Adriai-tenger partjain levő városok elleni portyázásaikat, valamint a campaniai és calabriai fosztogató hadjárataikat.
880-ban I. Baszileiosz bizánci császár hadsereget indított útnak a szaracénok kiűzésére Apuliából. A bizánci flottának sikerült elvágni a szaracénok tengeri utánpótlási vonalait, a város így sikeresen visszakerült a bizánciak fennhatósága alá. A városban ekkor elsősorban iszlám hitre térített római-longobárd lakosság élt. A város első uralkodója, Apostyppes tábornok Görögországból hozatott mesterembereket és telepeseket.
927. augusztus 15-én a szláv Sabir vezette szaracénok végérvényesen elpusztították a görög-római várost. A várost kifosztották, a lakókat lemészárolták, a túlélőket pedig rabszolgaként Afrikába vitték. A pusztítás túlélői a Murgia-fennsík vidékére menekültek. Taranto területe 40 évig lakatlan volt. II. Niképhorosz Phókasz bizánci császárt Taranto második alapítójának nevezik, mert 967-ben ő népesítette be újra az elhagyott várost. Ebben az időszakban takarították el a régi római-görög város romjait; a várost a Mar Piccolo partja mentén kibővítették, megkönnyítve a visszatelepült halászok dolgát. Felépült egy híd is, valamint egy akveduktusz, amely a közeli Murgia forrásaiból szállította a vizet a városba.
976-ban a szaracénok Abu l-Kászim vezetésével ismét kifosztották és felgyújtották a várost. 982-ben a szász II. Ottó hadat üzent a tarantói szaracénoknak, viszont Abu l-Kászim a stilói ütközetben legyőzte csapatait.
1063-ban a Hauteville-házból származó normann Robert Guiscard foglalta el a várost Francesco Orsini kapitány segítségével, miután II. Miklós pápa a melphi zsinaton kapitányává nevezte ki. Robertet Apulia, Calabria és a jövendőbeli Szicília hercegévé kiáltották ki, éves adót kellett fizetnie.
Bari 1071-es elfoglalásával a bizánciak véglegesen kiszorultak Dél-Itáliából. Az új rend urai, a normannok a nyugati keresztény egyházat és a pápát támogatták; ez a keleti egyház befolyását jelentősen csökkentette.

### Tarantói Hercegség

II. Róbert (1299-1364) tarantói herceg címere

Robert Guiscard 1080-ban megalapította a Tarantói Hercegséget, amely száz év normann fennhatóság után IV. Henrik német-római császár, majd II. Hohenstaufen Frigyes birtoka lett. Manfréd, Szicília régense és királya, II. Frigyes fia a beneventói ütközetben életét vesztette, így a hercegség Anjou Károly tulajdonába került. Az Anjou-ház tagjai 1368-ig uralkodtak a hercegségben, amely II. Fülöp halála után testvére és egyben örököse, Margit tulajdonába került, aki Francesco del Balzonak, Andria hercegének felesége volt, így a hercegség a Del Balzo család tulajdona lett.
A Nápolyi Királyság nemesi családai között dúló harcok során a 14. században a Tarantói Hercegséget az Orsinik szerezték meg. Raimondello Orsini, a Leccei Grófság örökösnőjével, Enghieni Máriával kötött házassága révén megszerezte Otranto területét is. Ily módon a királyság legnagyobb hatalmú feudális ura lett. Raimondello 1405-ös halálát követően Durazzói László megpróbálta megszerezni a birtokot, ami sikerült is neki, miután feleségül vette az özvegy Máriát. Taranto utolsó hercege, Raimondello fia 1463-ban halt meg Altamurában törvényes utód nélkül, így a hercegséget I. Aragóniai Ferdinánd nápolyi király szerezte meg, amelyet 1465-ben beolvasztott a Nápolyi Királyságba. A tarantói hercegi címet hivatalosan a nápolyi király örökösei viselhették.

### Az Aragóniaiaktól a Bourbonokig

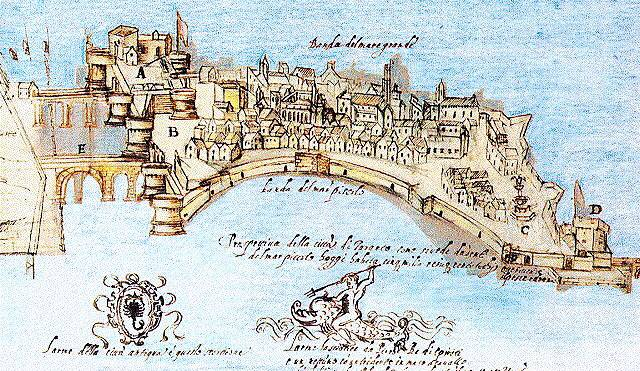
Taranto a 16. században

1465 után a várost megerősítették, elsősorban a török portyázások kivédésére. Ekkor épült fel a város erődítménye, a Castello Aragonese. 1495-ben VII. Károly francia király a városi nemesség segítségével elfoglalta Tarantót. Dél-olaszországi sikeres hadjáratainak során sikerült Nápolyt is elfoglalnia, ahol királlyá koronáztatta magát. Az Ischia szigetére menekült II. Aragóniai Ferdinánd, kihasználva VII. Károly hadseregének gyenge emberutánpótlását, az itáliai városállamok segítségével sikeresen visszahódította királyságát, így Tarantót is.
1554-ben török seregek szállták meg a Cheradi-szigeteket, ahonnan több sikertelen ostromot indítottak a város ellen, mígnem a tarantóiak a Tara folyó partján végérvényesen győzelmet arattak felettük.
Az Első Nápolyi Köztársaság szele Tarantót is elérte. IV. Fülöp spanyol király fiatal férfiakat próbált toborozni a városban; ez felkelés kirobbanásához vezetett. A Giandonato Altamura által vezetett felkelést azonban Francesco Caracciolo hercegnek sikerült levernie.
A 18. század első felében az osztrák császárok szerezték meg a nápolyi trónt, így Tarantót is. A spanyoloknak III. Bourbon Károly vezetésével azonban 1734-ben sikerült visszahódítaniuk a Nápolyi Királyságot. III. Károly Luigi Galeotát, a város korábbi polgármesterét nevezte ki kormányzónak és várúrnak. Ezt a hivatalt hónapokkal később Petraccone Caracciolo sajátította ki. Az ő ideje alatt a város erődítményeit erősen elhanyagolták, és csak jóval később, 1755-ben kezdték el felújításukat. Pár évvel később Taranto érseke, Giuseppe Capecelatro, villájának udvarán számos ókori leletet talált, amelyeket összegyűjtött, és megalapította a város első múzeumát.
1799-ben Taranto is csatlakozott a Parthenopéi Köztársasághoz.
Miután Napóleon meghódította a Nápolyi Királyságot, a város ismét virágzásnak indult, elsősorban annak köszönhetően, hogy ide telepítették a francia hadiflotta nagy részét egy esetleges Máltáról induló angol támadás kivédésére. Ebben az időben új kaszárnyákat és erődítményeket építettek. A Bourbonok visszatérésével a Nápoly-Szicíliai Királyság restaurációjával azonban a város életében újabb hanyatlási korszak vette kezdetét.
1860-ban Giuseppe Garibaldi seregei felszabadították, és a Szárd-Piemonti Királysághoz csatolták, amelyből 1861-ben megalakult az egységes Olasz Királyság.

### A 19. század árvizei

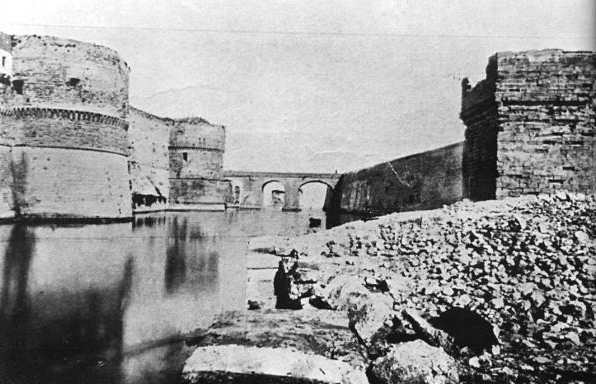
A Castello Aragonese és a Porta di Lecce csatorna 1880-ban

A 19. század folyamán Taranto kétszer is katasztrofális árvizek áldozata lett. Először 1827. szeptember 9-én öntötte el a víz a várost és a környező (elsősorban mezőgazdasági) területeket. Súlyos károk keletkeztek a lakóházakban és a feketekagyló-tenyésztő telepeken, ami súlyos éhínséghez vezetett. A második árvíz 1883. szeptember 15-én árasztotta el a Borgo területét. Egy korabeli újság, a „Rinnovamento di Taranto” a következőket írta az eseményről: „Ma éjjel, egy erős, több óráig tartó zivatar után a tengerszint majdnem 3 métert emelkedett. Ily módon a Piazza Grande, a Via Garibaldi, a földszinten található házak és boltok egy méterrel a víz szintje alá kerültek. Mentőhajókat kellett bevetni. A károk nagyok. A vízsodrás ereje, amely kimondhatatlan lendülettel nőtt, kitépte a Ponte di Napolit; a várost azonnal evakuálni kellett. A Ponte di Lecce is rozzant állapotban van, és a lakosság számára tilos átkelni rajta. A város vigasztalhatatlan a hirtelen jött katasztrófa miatt. Úgy tűnik, sok az áldozat. A Mar Piccolo mentén az árvíz az összes szántóföldet elárasztotta és a felismerhetetlenségig tönkretette. Úgy tűnik, hogy a feketekagyló- és az osztrigatenyészet kisebb kárt szenvedett. Mily szerencsétlenség! Mily szegénységgel néznek szembe az emberek! A községi tanács ülése mintha véget sem akarna érni. Emberemlékezet óta nem történt még ilyen – ez vagy azt jelenti, hogy a természet törvényei megváltoztak, vagy az 1883-as év szerencsétlen évként fog a történelembe íródni.”

### A világháborúk kora

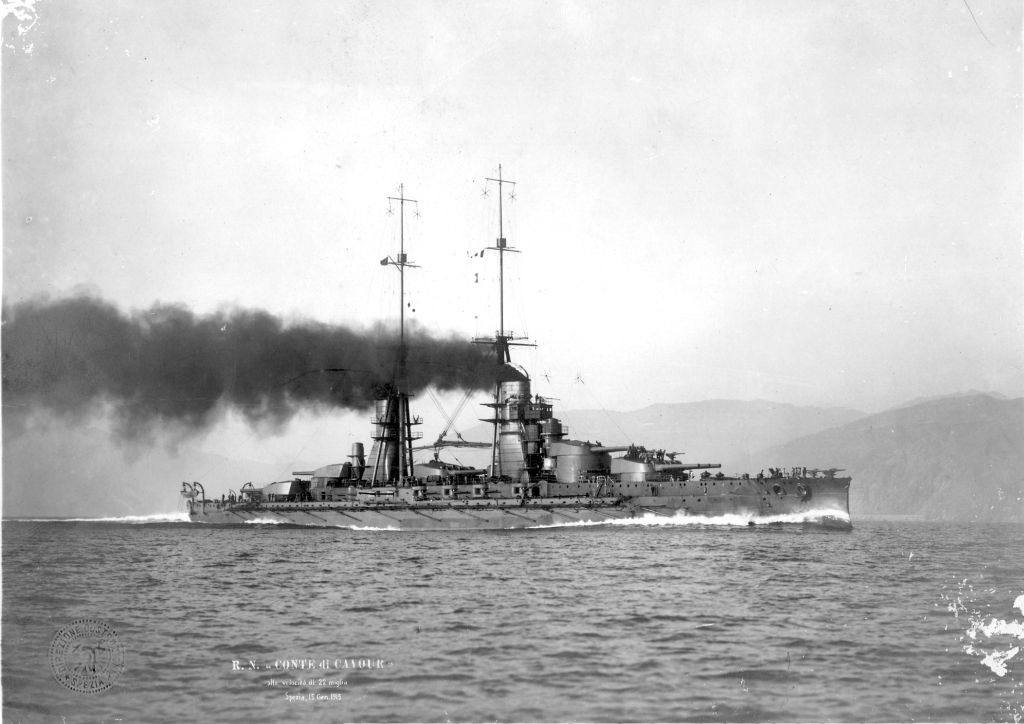
Az elsüllyesztett Conte di Cavour hadihajó

1861 után, amikor Taranto II. Viktor Emánuel király egységes Olasz Királyságának részévé vált, a városban jelentős újjáépítési munkálatok kezdődtek, amelyeknek elsődleges célja a gazdaság fellendítése és a város új arculatának kialakítása volt. A Castello Aragonese nyugati részét lebontották, a régi árkokat hajózható csatornákká alakították át, ezek partjait felvonóhidak kötötték össze. Taranto kikötőjén keresztül zajlott le az Olaszország és gyarmatai közötti kereskedelem nagy része.
Az első világháborúban nagy szerep jutott Taranto régi és új hajógyárának, a Franco Tossinak. Az itt dolgozó munkásokat a kikötő kiemelt jelentősége miatt jobban megfizették, az itt állomásozó katonákból pedig a helyi kereskedők húztak hasznot. A háború egyben az infláció növekedését is eredményezte, aminek következtében a Regia Marina (Olasz Királyi Haditengerészet) adagolni kényszerült az élelmiszert. A háború pusztító erejét 1916. augusztus 2-án élte át, amikor az osztrákok a Leonardo da Vinci hadihajóra időzített bombát szereltek és így küldték be a hadikikötőbe, ahol robbanása súlyos pusztításokat okozott.
1920-ban bezárták a hajógyárakat, ez is hatással volt Olaszország világháború utáni gazdasági helyzetének romlására. A gyárbezárás miatt számos tüntetésre került sor, amelyek gyakran véres összetűzésekbe torkollottak a rendőrséggel.
Benito Mussolini és a fasizmus felemelkedése révén a hajógyárakban újra elkezdődött a termelés, elsősorban a gyarmati háborúkban részt vevő hajók javítása. 1929-ben lerombolták az „Alhambra” nevű színházat, romjain felépítették a kormánypalotát, amelyet Benito Mussolini személyesen avatott fel. 1937-ben készült el a posta épülete és a Fascho-ház, amely ma a pénzügyi igazgatóság székhelye. A Borgóban számos szociális otthon épült, a parti sétányokon új fürdőhelyeket létesítettek, valamint a Piazza della Vittorián az első világháború áldozatainak emeltek emlékművet.
Olaszország 1940. június 10-én lépett be a második világháborúba. A Mar Piccolóban az Olasz Tengerészet a hadihajók építésére összpontosított, ez a hajógyárak számára új munkalehetőséget jelentett. A többi gazdasági ágban viszont krízishelyzet lépett fel. A bombatámadásoktól is tartó lakosság elhagyta a várost és Puglia régió falvaiba menekült. 1940. november 12-ének éjszakáján az angol Illustrious repülőgéphordozóról indított harci repülőgépek súlyos bombatámadást mértek a Mar Piccolóban állomásozó olasz flotta ellen. A Conte di Cavour csatahajó elsüllyedt, a Littorio és Caio Duilio csatahajók pedig súlyosan megsérültek. A támadás 56 halottat és 600 sebesültet követelt. Az olaszoknak mindössze két Swordfish-típusú repülőgépet sikerült megsemmisíteniük. Miután a szövetséges seregek elfoglalták Dél-Olaszországot, a hadiflotta Tarantóból Nápoly, La Spezia és Genova kikötőibe menekült. Benito Mussolini leváltása és az ezt követő fegyverszünet következtében a megszálló német csapatok elmenekültek, a város pedig a szövetségesek kezére került („Slapstick hadművelet”).

### A második világháború után
A háború vége 1945. április 25-én egy új korszak kezdetét jelentette a város életében. 1946. június 2-án megalakult az Olasz Köztársaság és az elkövetkezendő években Taranto, a Földközi-tengerben elfoglalt stratégiai helyzetének köszönhetően fontos ipari és kereskedelmi központtá nőtte ki magát. 1965-ben az olasz államelnök, Giuseppe Saragat megnyitotta az Italsider Acélközpontot. Ez Európa egyik legnagyobb acélfeldolgozó ipari létesítménye volt. 2004. június 25-én Mar Grandéban egy új flottaállomás épült a NATO számára.

## Népessége
A város lakossága 2009. január 1-jén 194 021 fő volt, ebből 92 165 férfi és 101 856 nő.
A lakosság kor szerinti megoszlása:
- 0–14 év között: 27 359 fő (ebből 13 927 férfi, 13 432 nő),
- 15–64 év között: 130 290 fő (ebből 63 677 férfi, 66 613 nő),
- 65 év felett: 36 372 fő (ebből 14 561 férfi, 21 811 nő).

A lakosság számának alakulása:
Tarantóban 2007. december 31-én a bevándorlók száma 695 fő volt. A legtöbben a következő országokból érkeztek
| - Kína – 63 - Albánia – 57 - Macedónia – 41 - Franciaország – 39 - Németország – 38 | - Egyesült Királyság – 32 - Románia – 29 - Szíria – 28 - Fülöp-szigetek – 28 - Japán – 28 |

### A tarantói dialektus

A 16. századi Taranto

A tarantói dialektus (saját elnevezése tarandíne, olaszul tarantino) körülbelül kétszázezer ember által használt újlatin (délolasz) nyelvjárás, pontosabban az italodalmát nyelvek közé tartozik. Közelebbi rokonságban a nápolyi nyelvvel áll. A tartományban élők közvetítő nyelvének tekintik, legtisztább és legelterjedtebb változatát a városban beszélik.

## Közigazgatás
A város régi központja (Città Vecchia) a Mar Piccolo és a Mar Grande közé ékelődő kis sziget. Ettől keletre található a Borgo negyed vagy Città Nuova, a mai város központja. A város fejlődése és terjeszkedése a 19. század végén indult meg. A tudatos várostervezésről az utcák rácsos szerkezete tanúskodik. Az óváros területének jobb kihasználása érdekében a házakat szorosan egymás mellé építették, ami egy esetleges invázió esetében megkönnyítette a védekezést. Az újabb városrészekben viszont az utcáknak és épületeknek egy szabályos, legyező alakban való elrendezése figyelhető meg. Taranto kerületei: Paolo VI, Tamburi-Lido Azzurro, Città Vecchia-Borgo, Tre Carrare-Solito, Montegranaro-Salinella és Talsano-San Vito-Lama.

## Városkép
Taranto történelmi központja, ahol a legtöbb látnivaló található, két részből áll: a Città Vecchia (azaz Óváros) a római citadella helyén, a Mar Piccolo és Mar Grande közé ékelődő szigeten fekszik, míg a másik a Città Nuova (azaz Újváros), amely a két tenger közé ékelődő félszigeten épült ki és amelyet egy hajózható csatorna választ el a régi városrésztől. Az ókorban a Città Vecchia szigetét a görögök Akropolisznak nevezték, itt voltak a legjelentősebb templomok és hivatalok; a Città Nuova (középkorban Borgo) volt a város lakónegyede, azaz a Polisz. A temető, azaz a Nekropolisz a város keleti részén, a várfalakon kívül helyezkedett el.

### Città Vecchia
A Città Vecchia (azaz régi város) közel téglalap alapú szigeten fekszik a Mar Piccolo és Mar Grande között. Főutcája a Via Duomo, amely mentén található (mint azt neve is mutatja) a város katedrálisa, a San Cataldo, amelyet a 11. században építettek. A sziget északnyugati végében található Taranto másik fontos temploma, a San Domenico Maggiore, amely szintén a 11. században épült. A sziget délkeleti végét a Castello Aragonese (azaz Aragóniai-erőd) foglalja el, amelyet az egykori Poszeidón-templom helyén építettek a 15. században.

### Città Nuova (Borgo)
A Città Vecchia és Città Nuova (azaz új város) közötti csatorna felett egy forgóhíd, a Ponte Girevole ível át, amelyet a hajóforgalom akadálymentes lebonyolítása céljából terveztek mozgathatóra. Utcahálózata rácsos szerkezetű, ami tervszerű városépítésre utal. Központja a Piazza Archita, amelyet két impozáns épület határol: a Nemzeti Régészeti Múzeum épülete, valamint a Közigazgatási palota.

### Látnivalók
| - Templomok: - San Cataldo-katedrális - Gran Madre di Dio társ-katedrális - Sant’Agostino-templom - Sant’Andrea degli Armeni-templom - Sant’Anna-templom - Sant’Antonio-templom - Santa Maria del Carmine-templom - Santa Caterina-templom - Santa Chiara-templom - Santissima Croce-templom - San Domenico Maggiore-templom - San Francesco di Paola-templom - San Giuseppe-templom - Madonna delle Grazie-templom - Madonna della Salute-templom - Santa Maria del Galeso-templom - Santa Maria di Costantinopoli-templom - Maria SS. del Monte Carmelo-templom - SS. Medici Cosma e Damiano-templom - San Michele-templom - San Paolo-templom - San Pasquale-templom - SS. Pietro-Andrea - Templomok: - Palazzo Amati - Admiralitás palota - Érseki palota - Palazzo Calò - Palazzo Carducci Artenisio - Palazzo di Città - Palazzo Ciura - Palazzo D’Aquino - Palazzo D'Ayala Valva - Palazzo De Beaumont Bonelli - Palazzo De Bellis - Palazzo degli Ponti - Palazzo Fornaro - Palazzo Galeota - Palazzo Galizia - Palazzo Gallo - Palazzo Gennarini - Közigazgatási palota - Palazzo Latagliata - Palazzo Magnini - Palazzo Notaristefano - Palazzo Pantaleo - Postapalota - Palazzo Savino Amelio - Palazzo Stani - Palazzo Troilo - Palazzo Visconti | - Kolostorok és egyéb egyházi építmények: - Alcantára-rendi kolostor - Battendieri-kolostor - Kapucinus kolostor - Érseki szeminárium - San Domenico-kolostor - San Francesco d’Assisi-kolostor - Városvédelmi építmények: - Castello Aragonese - De Laclos erőd - Torre del Gallo - Torre dell’ Orologio - Torre di Raimondello - Ókori emlékek: - Poszeidón-templom - Megváltó-kripta - Hidak: - Ponte Girevole - Ponte di Porta Napoli - Ponte Punta Penna Pizzone - Egyéb nevezetességek: - Centro Direzionale Bestat - Mario Pasquale Costa háza - Szent Egyed Mária háza - Giovanni Paisiello szülőháza - Erasmo Iacovone stadion - Tengerészeti akadémia - Rossarol-kaszárnya - Fontana della Rosa dei Venti - De Beaumont–Bonelli–Bellacicco-hipogeum |

- Szobrok, emlékművek:
  - Elesettek emlékműve – (olaszul Monumento ai Caduti) a város legnagyobb köztéri emlékműve. A Borgo Nuovoban található a Piazza XX Settembre-n. A Trani-mészkőből készült építmény az első világháború áldozatainak emlékére épült Cesare Bazzani tervei alapján 1919-1930 között. Az emlékművet III. Viktor Emánuel olasz király avatta fel. A szoborcsoportot 1953-ban kibővítették az Olasz Haditengerészet hőseit ábrázoló allegorikus szoborcsoporttal (Aquilifero).
  - Tengerészek emlékműve – (olaszul Monumento al Marinaio) egyike Taranto legismertebb emlékműveinek. Az Olasz Haditengerészet áldozatainak emléket állító építmény a Borgo Nuovo tengerpartján áll. Vittorio Di Cobertaldo szobrászművész 1974-es alkotása.
  - Krisztus-szobor

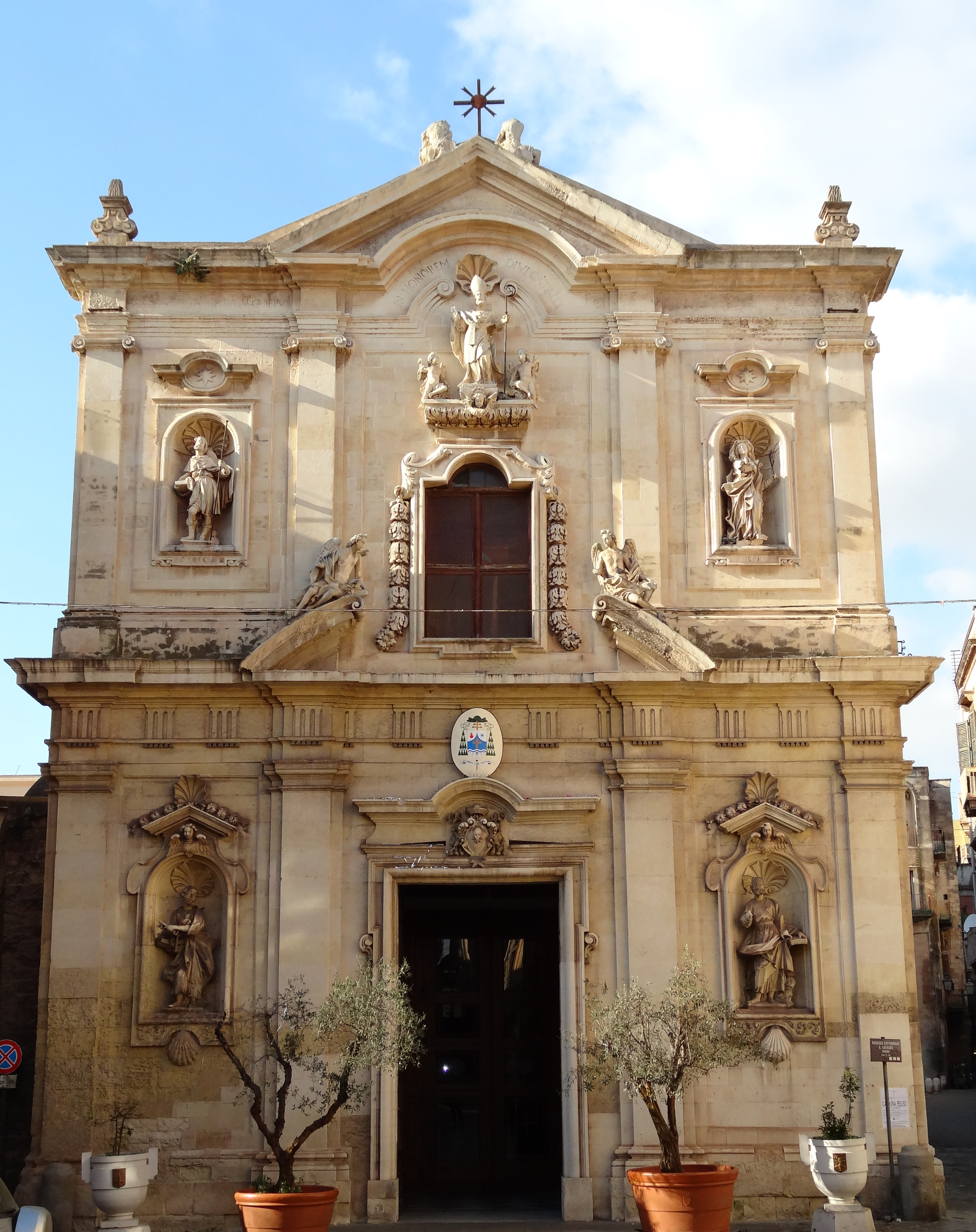
San Cataldo-katedrális
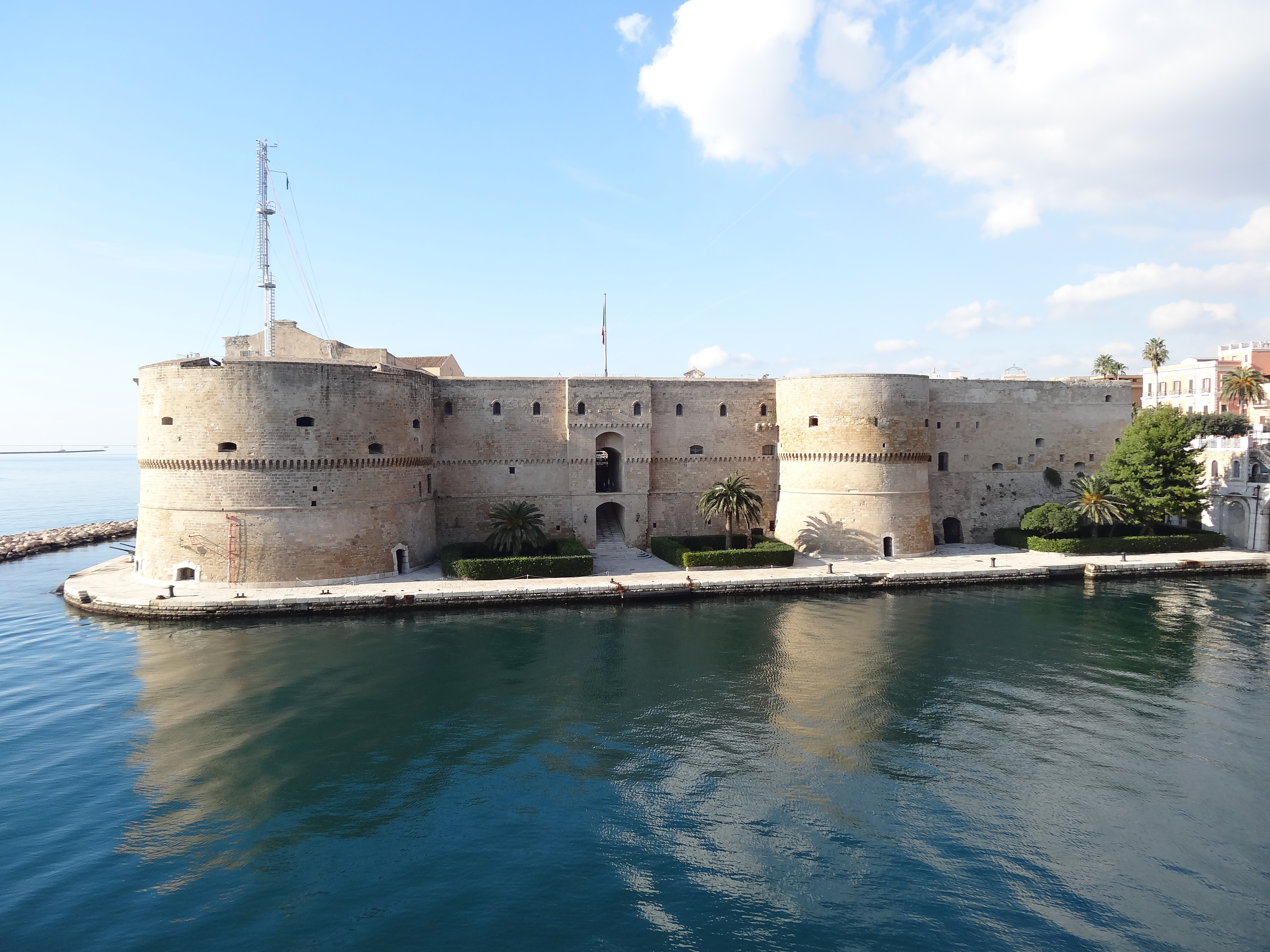
Castello Aragonese
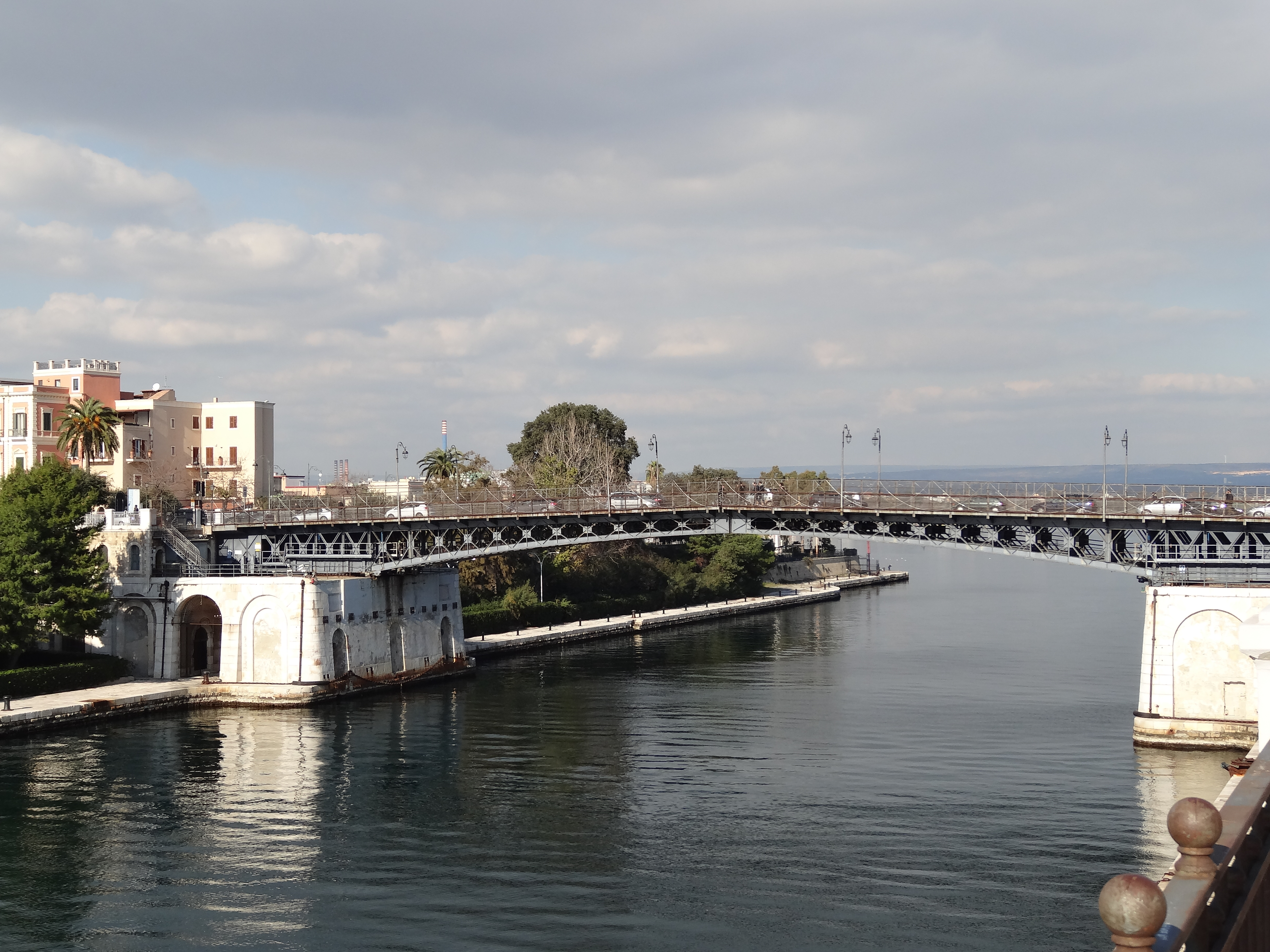
Ponte Girevole (forgóhíd)

## Kultúra

### Oktatás
A városban működik a Bari Műszaki Egyetem kihelyezett mérnöki kara, valamint a Bari Tudományegyetem is fenntart néhány kihelyezett szakot a városban. Emellett kihelyezett tagozatokkal jelen van a Santa Maria Assunta Római Szabadegyetem és a Milánói Katolikus Egyetem is. 2006-ban a Bari Tudományegyetem rektora jóváhagyta a helyi közgazdaságtudományi, jogi, matematikai, fizikai és természettudományi kar függetlenségét, első lépésként a Tarantói Tudományegyetem megalakulása felé.

### Múzeumok

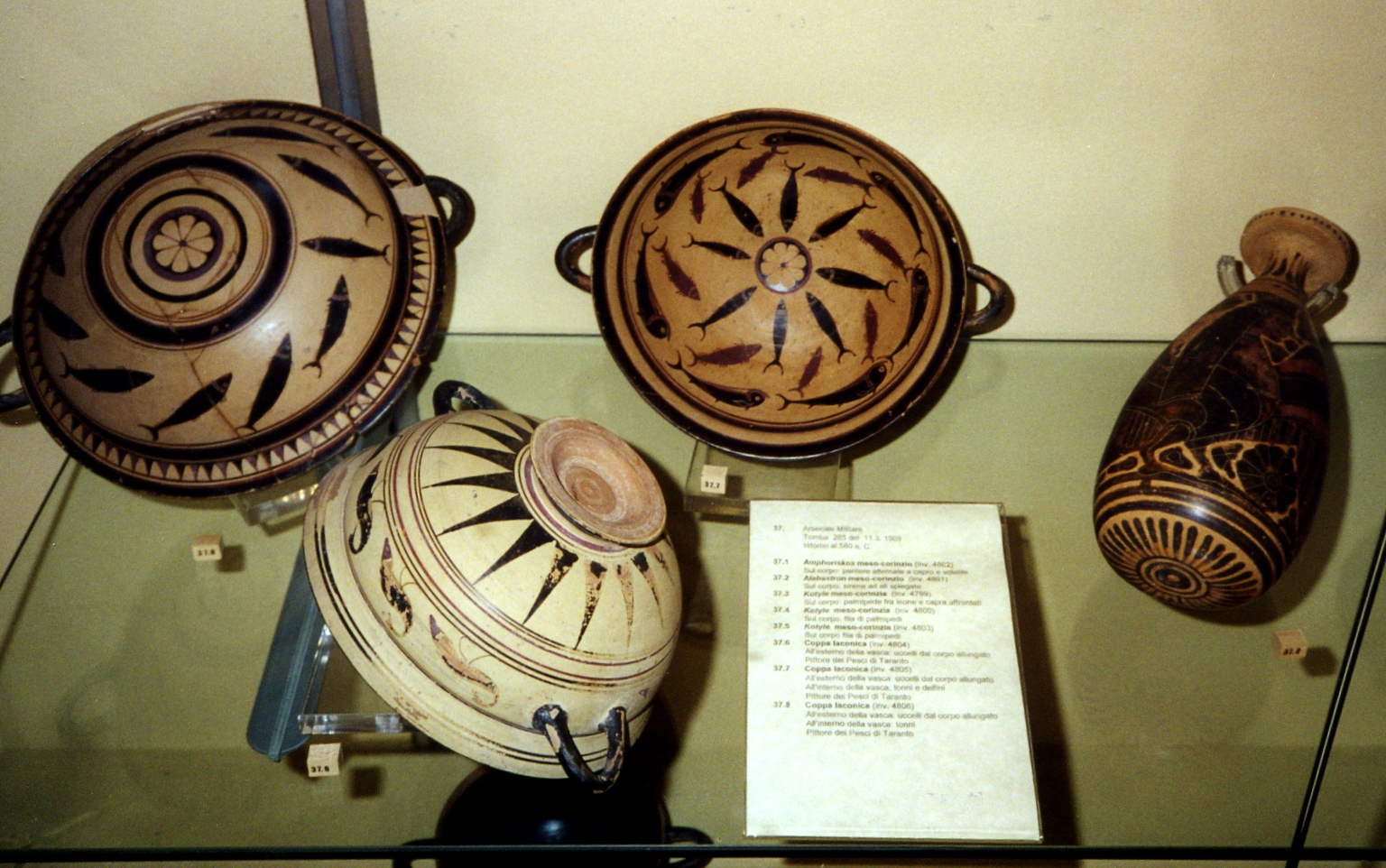
I. e. 6. századi agyagedények

Taranto legjelentősebb múzeuma a Nemzeti Régészeti Múzeum (Museo Archeologico Nazionale), amely a nápolyi után Dél-Olaszország második leggazdagabb gyűjteményével rendelkezik. 1887-ben alapították az ókori Tarentum és Magna Graecia leleteinek bemutatására. A múzeum három fő részből áll: topográfiai gyűjtemény (korabeli térképek és városmakettek), a görög-római gyűjtemény, valamint a paleolitikumi-bronzkori gyűjtemény. A legértékesebb látnivalók között van az ókori arany pénz- és ékszergyűjtemény, valamint a tarentumi nekropoliszból származó szarkofágok.
A tarantói Michelagnoli Admirális Tengerészeti Alapítványt (Fondazione Marittima Ammiraglio Michelagnoli) 1989-ben alapította a Tarantói Megyei Tanács közösen az Olasz Haditengerészettel, a tengerészet és tengerkutatás történetének bemutatása céljából. A számos kiállított tárgy és fénykép segítségével a látogató betekintést nyerhet a hajózás történetébe, a hajóépítés történetébe, a tengeri flóra és fauna világába, valamint a nagy tengeri utazások történetébe.

### Tudományos intézmények
A városban működő tudományos intézetek közül a legjelentősebb az Attilio Cerruti Talasszográfiai Intézet (Istituto Sperimentale Talassografico Attilio Cerruti), amelyet 1914-ben alapítottak tengerbiológiai kutatóállomásként. Az intézet a legkorszerűbb felszerelések segítségével vizsgálja a Mar Grande és a Mar Piccolo flóráját és faunáját, valamint tanulmányozza az emberi tevékenység hatását a tengeri környezetre. Egy múzeum is tartozik hozzá, amely a számos tengeri növény- és állatfaj mellett a kutatóállomás kialakulásának történetét is bemutatja.

### Hagyományok

#### Tarantella
A tarantella hagyományos dél-olaszországi 6/8-os vagy 4/4-es ütemű, gyors tánc, amely Taranto városából származik. A hiedelem szerint a tarantula pók (Lycosa tarentula) halálos csípésének gyógyítására használták, ugyanis úgy tartották, hogy az erőteljes, gyors táncolással az áldozat kiizzadja a mérget. Kialakulása a középkorra vezethető vissza, amikor (szintén a hiedelmek szerint) a pókok elszaporodtak a városban és állítólag egyre több áldozatot követelt csípésük. A tudomány álláspontja szerint ennek nagyon kicsi a valószínűsége, ugyanis a pók csípése nem életveszélyes. Egyes kutatók úgy tartják, hogy a tánchoz kötődő hiedelemvilág azért alakult ki, hogy az emberek kikerüljék az egyház tiltását a táncos összejöveteleket illetően. A tarantella zenéjét általában mandolinon játsszák.

## Gasztronómia

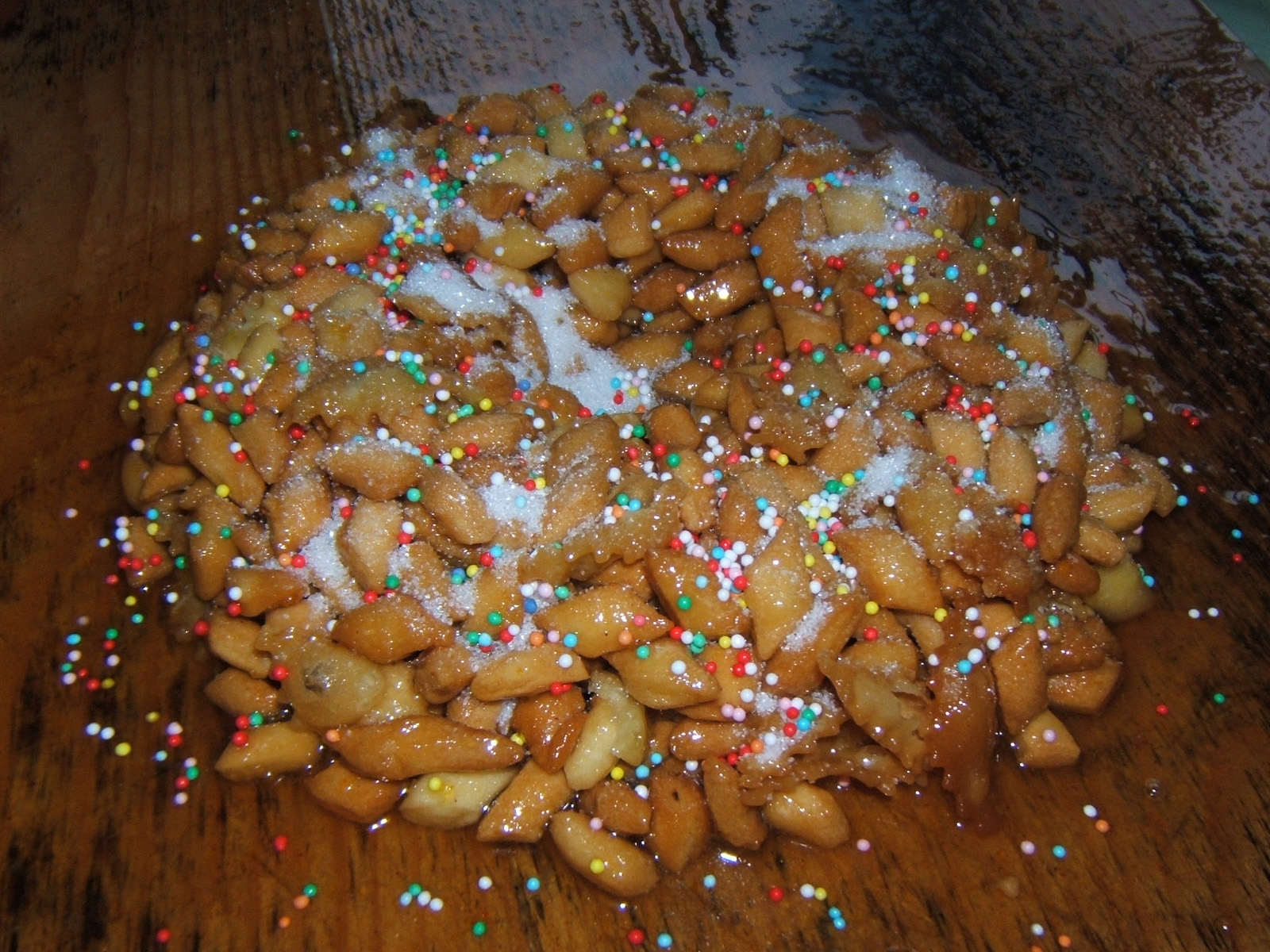
Tarantói sannacchiùdere

A város hagyományos vendéglői könnyű, de ízletes konyhával várják vendégeiket. A tarantói konyha alapját a tenger gyümölcsei adják, amelyeket általában hidegen, préselt olívaolajjal készítenek el. Jellegzetes tarantói ételek a cavatelli (feketekagyló), a tenger gyümölcseivel készített rizottó, a grillezett polip, a zöldséges hal. Nagy hagyománya van a vidéken az articsókának és a hüvelyes növényeknek. A híres olaszos tészta sem hiányzik a tarantói konyhából: az orechiette zöldséggel és paradicsomszósszal elkészített tészta. A vidék borairól is nevezetes: apúliai aleatico, lizzano, Martina Franca, a mandúriai primitivo. A gyümölcsök közül a narancs, mandarin, szőlő és görögdinnye jellemzik a tarantói konyhát. A sütemények közül helyi jellegzetesség a mézzel és mandulából készült carteddàte, sannacchiùdere és pettole.

## Sportélete
A városban az alábbi sportegyesületek működnek:
- Taranto férfi labdarúgócsapata az A.S. Taranto Calcio, amelyik az olasz nemzeti bajnokság másodosztályában játszik. A csapat az Erasmo Iacovone stadionban játszik.[31]
- A város női kosárlabdacsapata a Cras Basket Taranto.[32] A 2002-2003-as szezonban a bajnoki címet, az olasz kupát és az olasz szuperkupát is elnyerték. A tolószék-kosárlabda csapata a Dream Team Taranto.[33]
- A férfi kézilabdacsapat a Prisma Volley Taranto.[34]
- A város amerikaifutball-csapata a Delfini Taranto.[35]
- A férfi rögbicsapatok az AS Taranto Rugby.[36]
- Kerékpározásban a város több ízben volt szakaszpontja a Giro D’Italiának.
- Taranto ugyanakkor több ízben volt szakaszpontja a Giro d’Italia Vela vitorlásversenynek.

## Gazdaság
Taranto gazdagságát mindenekelőtt a tengerének köszönheti. Az édes és tiszta víz, a kellemes klíma, a zöld partok és a változatos halállomány révén az évszázadok során a város a lakók számára jövedelmező, a Földközi-tenger hajósainak pedig gazdag és biztonságos kikötő volt. Az ókorban Taranto Magna Graecia fontos kereskedelmi központja volt, mindenekelőtt Görögországgal és Kis-Ázsiával folytatott kereskedelmi kapcsolatai révén, illetve a Mar Piccolo környékén elhelyezkedő kárminfesték-manufaktúráknak köszönhetően. Annak ellenére, hogy a római hódítók később a rivális Brindisiben is kikötőt létesítettek, Taranto megőrizte jelentőségét, sőt népszerű üdülőhely lett belőle. A bizánciak, gótok és longobárdok fennhatósága alatt a város gazdasági élete hanyatlott, a mélypont a 927-es szaracén támadás volt, aminek során város teljesen elpusztult.
967-ben a bizánci császár, II. Niképhorosz Phókasz újraépítette és megnagyobbította a várost, kiépítve a mai Borgo területét. A kikötőt a Mar Piccolóból Mar Grandéba helyezték át, ahol a mai kereskedelmi kikötő is található. A tengert magánszemélyek és vallási szervezetek egyaránt használhatták. Az Anjouk megalapították a Piazza Fontanán az első vámhivatalt. Az úgynevezett Piros Könyvben tartották számon a vám- és halászjogokat. A halászat csak az év bizonyos szakaiban volt engedélyezett, és a halászatért illetve a halkereskedésért adót kellett fizetni. A halászok tulajdonaikat a Mar Piccolo fenekén cölöpökkel határolták be. A Savoyai-házból származó II. Viktor Emánuel uralkodása alatt a tilalom, miszerint a Borgo falain kívül nem volt szabad építkezni, eltöröltetett.
Taranto és hátországának, azaz Taranto megyének a gazdasága változatos. A fémipar és a hajógyártás központja Taranto. A hagyományos iparágak a 20. század során kiszorultak a megyeszékhelyről. A gazdasági életben nagy szerepe van a kikötőben lebonyolított kereskedelemnek is. Taranto kikötője az egyik legjobban felszerelt a Földközi-tengerben. A mezőgazdaság alapja a szőlőtermesztés, citrusfélék termesztése, borászat és olívaolaj-készítés. A turizmus kevéssé fejlett, elsősorban a Tarantotól északnyugatra fekvő tengerparti zónában koncentrálódik (Castellaneta Marina vidéke).
| Hozzáadott érték             | Hozzáadott érték             | Hozzáadott érték | Hozzáadott érték | Hozzáadott érték |
| ---------------------------- | ---------------------------- | ---------------- | ---------------- | ---------------- |
| Ágazat                       |                              |                  |                  | százalék         |
| Ipar (Olaszország)           | Ipar (Olaszország)           |                  | 21.5%            | 21.5%            |
| Ipar (Taranto megye)         | Ipar (Taranto megye)         |                  | 22.3%            | 22.3%            |
| Mezőgazdaság (Olaszország)   | Mezőgazdaság (Olaszország)   |                  | 2.5%             | 2.5%             |
| Mezőgazdaság (Taranto megye) | Mezőgazdaság (Taranto megye) |                  | 5.9%             | 5.9%             |
| Építőipar (Olaszország)      | Építőipar (Olaszország)      |                  | 5%               | 5%               |
| Építőipar (Taranto megye)    | Építőipar (Taranto megye)    |                  | 4.6%             | 4.6%             |
| Szolgáltatás (Olaszország)   | Szolgáltatás (Olaszország)   |                  | 70.9%            | 70.9%            |
| Szolgáltatás (Taranto megye) | Szolgáltatás (Taranto megye) |                  | 67.1%            | 67.1%            |
| 2003. évi adatok.            |                              |                  |                  |                  |

| Foglalkoztatottság              | Foglalkoztatottság              | Foglalkoztatottság | Foglalkoztatottság | Foglalkoztatottság |
| ------------------------------- | ------------------------------- | ------------------ | ------------------ | ------------------ |
| Ágazat                          |                                 |                    |                    | százalék           |
| Ipar (Olaszország)              | Ipar (Olaszország)              |                    | 22.5%              | 22.5%              |
| Ipar (Taranto megye)            | Ipar (Taranto megye)            |                    | 20.1%              | 20.1%              |
| Mezőgazdaság (Olaszország)      | Mezőgazdaság (Olaszország)      |                    | 4.4%               | 4.4%               |
| Mezőgazdaság (Taranto megye)    | Mezőgazdaság (Taranto megye)    |                    | 12.7%              | 12.7%              |
| Építőipar (Olaszország)         | Építőipar (Olaszország)         |                    | 8.2%               | 8.2%               |
| Építőipar (Taranto megye)       | Építőipar (Taranto megye)       |                    | 5.9%               | 5.9%               |
| Egyéb szektorok (Olaszország)   | Egyéb szektorok (Olaszország)   |                    | 64.9%              | 64.9%              |
| Egyéb szektorok (Taranto megye) | Egyéb szektorok (Taranto megye) |                    | 61.3%              | 61.3%              |
| 2003. évi adatok.               |                                 |                    |                    |                    |

### A halászat és feketekagyló-tenyészet

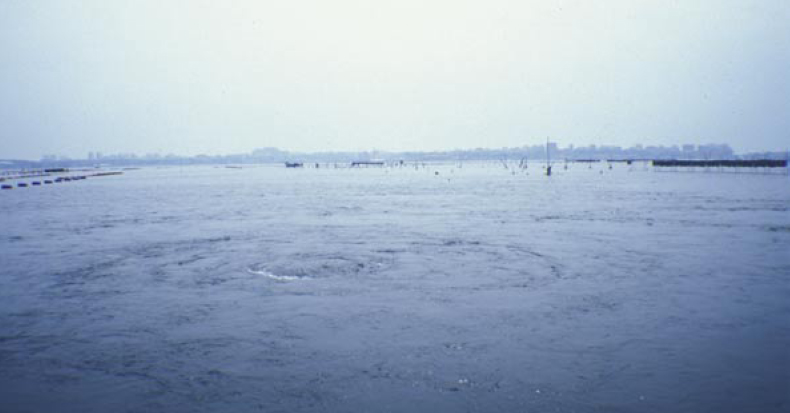
Édesvízforrás (citri) a Mar Piccolóban

Taranto kikötője számos családnak nyújt megélhetőségi lehetőséget. A halászflotta mintegy nyolcvan, tíz tonnánál nem nehezebb halászkutterből áll. Míg a halászkutterek vontatóhálókkal dolgoznak, a kisebb csónakok saját hálókat használnak. A halászzsákmányt elsősorban keszegek, sügérek, márnafélék, szardellafélék és rákfélék teszik ki.
Tarantóban van napjaink legnagyobb feketekagylótenyészete: kb. 1300 üzemi munkás több mint 30 000 tonna feketekagylót dolgoz fel évente. A feketekagyló-tenyészet a város gazdasági életét évszázadok óta jellemzi, olyan mértékben, hogy a feketekagyló Taranto gasztronómiai szimbóluma lett. A lakosok úgy tartják, hogy a La Speziában, Pólában és Olbiában lévő feketekagyló-tenyészeteket is tarantóiak hozták létre.
A tenger fenekén 10 m hosszú, palinak (cölöp) nevezett fa- vagy fémszerkezetek állítanak fel, amelyekre köteleket és hálókat erősítenek. Ezeken tenyésztik a feketekagylókat, amelyek különösképpen ízletesek, mivel kivételes környezetben fejlődnek ki, sós és édesvíz egyaránt éri őket. Taranto tengereinek ez a különleges jellemzője nemcsak a kagylóknak kedvez, hanem a halaknak is, amelyek a cölöpök között táplálékra és menedékre lelnek. Míg a Mar Piccolóban kb. 18 vízalatti édesvízforrás található (citri), a Mar Grandéban csupán egy, amelyet a város védőszentje tiszteletére Anello di San Cataldónak neveznek.

### Az arzenál
Taranto haditengerészeti üzemét és arzenálját, amely a Mar Piccolóban található, 1889. augusztus 21-én nyitották meg I. Umbertó olasz király jelenlétében. Azóta a város gazdasági életének egyik kulcsfontosságú létesítménye. A két világháborúban a hadihajók építésére és javítására használták. Az arzenálban kb. 200 katona és 2300 civil dolgozik számos munkakörben: vasfeldolgozás, zászlókészítés, a rakéták karbantartása, telekommunikáció, radarfigyelés stb. A háborúk után szükségessé vált az arzenált a Mar Grandéba áthelyezni, hogy a flottának nagyobb mozgásteret biztosítsanak, és a forgóhidat se kelljen folyton elforgatni, ezzel akadályozva a város közlekedését. Az új flottaállomást 2004. június 25-én avatták fel. Az olasz haditengerészeti parancsnokságnak alárendelt bázis, amelyhez a NATO néhány intézménye is társul, a Mar Grandéban fekszik, a Chiapparo nevű kis öbölben. A 60 hektáros támaszpont állami területen fekszik. A támaszpont építésének fázisai:
- 1989 és 1995 között 2 millió m³ földet emeltek ki, egy új móló és egy 20 hajónak helyet adó rakodópart építésének érdekében. Két alagút épült, amelyeken keresztül lehetségessé vált az elektromos és hidraulikus berendezések biztosítása, az adatátvitel, a tüzelőanyag szállítása, valamint a hajóhulladék összegyűjtése.
- Az 1997 és 2003 közötti munkálatok komoly logisztikai feladatot jelentettek, s érintették a révben zajló közlekedést szabályzó világítótorony működését, továbbá megterhelték a belső utcahálózatot és a helikopter-leszállópályát.[42]

### A kikötő

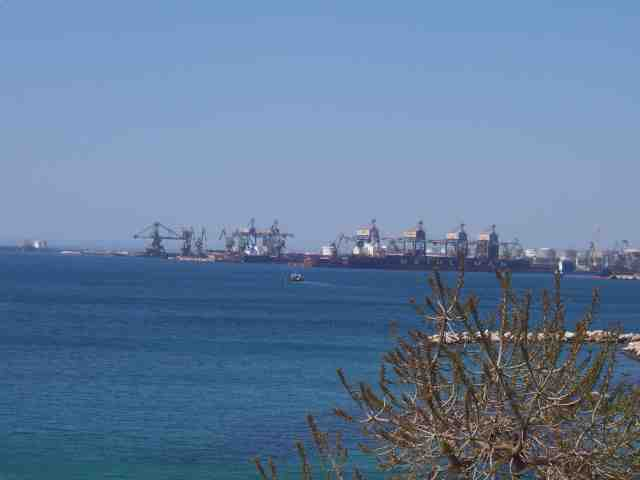
Taranto kikötője

A kikötő a Tarantói-öböl északi partján fekszik és fontos kereskedelmi szerepet tölt be Olaszország gazdasági életében. A kereskedelmi és ipari kikötő intézményei a Mar Grande északnyugati részén találhatók. A kikötő forgalmát modern felszerelésekkel egy irányítótorony felügyeli. Évente kb. 50 millió tonnaáru fordul meg a kikötőben.
A tarantói kikötő fontosabb adatai:
- 9995 m rakodópart, amelyből 1310 m a kereskedelmi kikötőben, 8685 m a konténerkikötőben van
- 1120 m kőolajkikötőhíd
- 2 431 594 m² operatív terület valamint 1 998 790 m² bérbeadott terület.

### Az acélipar

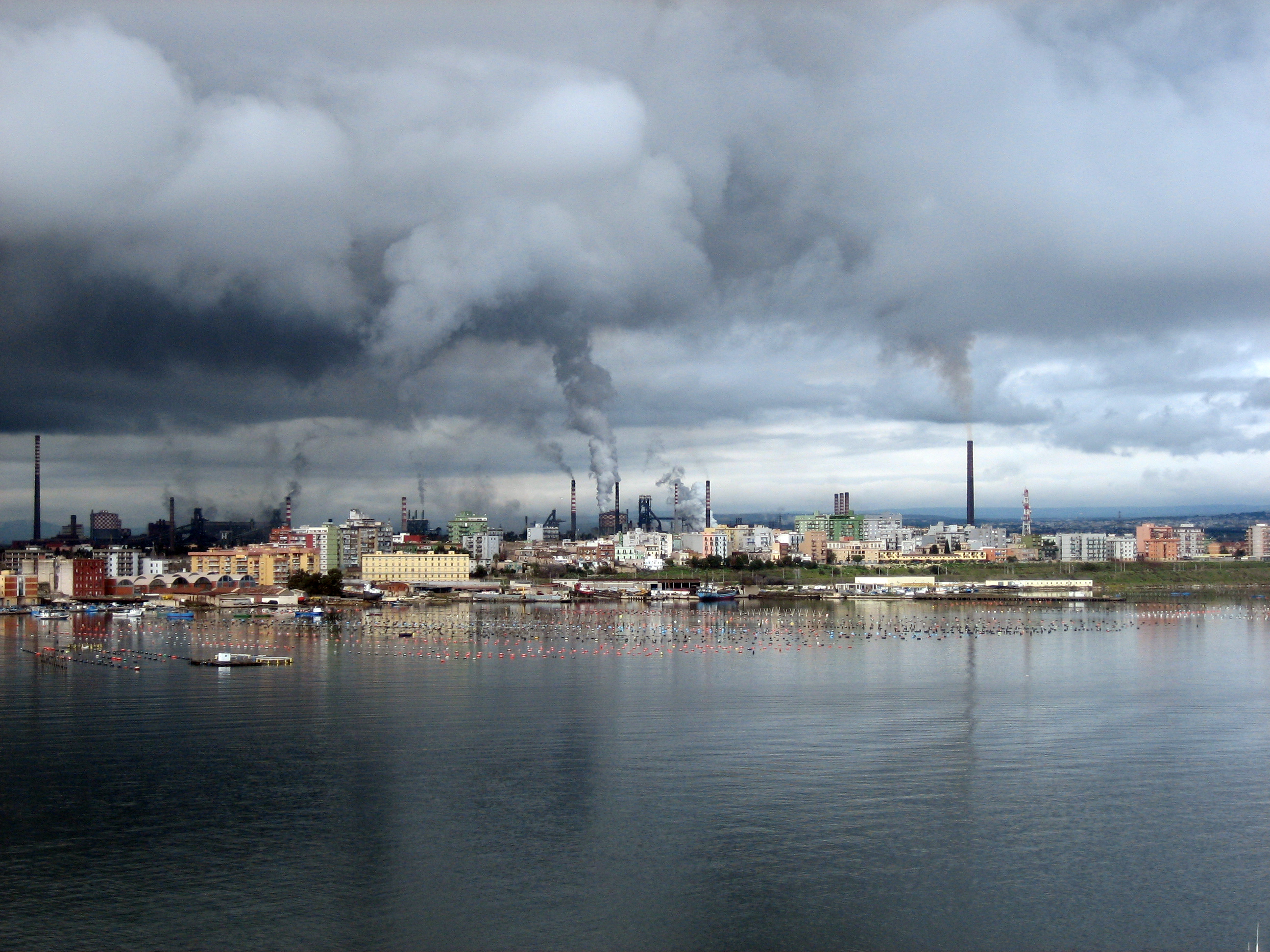
Ilva acélmű

Az 1950-es évek végén Giuseppe Saragat államelnök megnyitotta az Italsider nevű acélgyárat, amely hosszú időn át Európa egyik legnagyobb acélipari létesítménye volt. A komplexum a San Cataldo móló közelében fekszik. Ez az acélkolosszus az akkori években fellendítette a helyi gazdaságot és számos kapcsolódó iparág fejlődését is eredményezte. Az 1980-as évek folyamán az acélipar világszintű válsághelyzete, valamint új anyagoknak a piacon való megjelenése az acélgyárat hanyatlásra ítélte, végül az acélgyárat 1995-ben privatizálták, és rengeteg munkás elveszítette a munkahelyét. A tarantói acélgyár Ilva Spa. néven ma 15 km²-es területen fekszik.

## Közlekedés

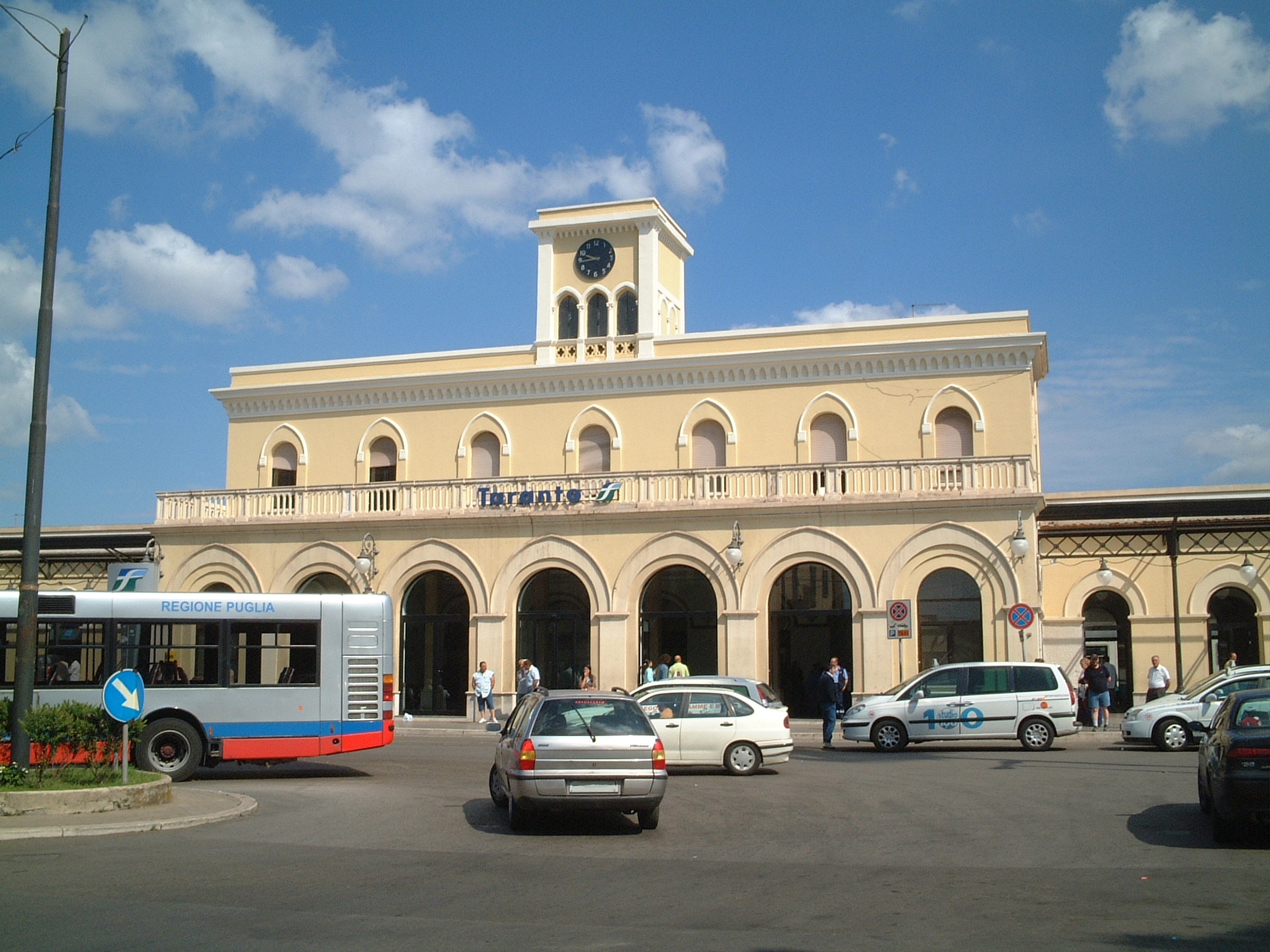
A tarantói vasúti pályaudvar épülete

### Közúti közlekedés
Az A14-es autópálya (Autostrada Adriatica) a Tarantóval szomszédos Massafrában ér véget. A város a következő utakon közelíthető meg:
- SS 106 – a Tarantói-öböl partján fekvő településekkel köti össze.
- SS 7 (E843) – Massafrával köti össze, ahol csatlakozik az A14-es autópályához valamint az SS 100-as főúthoz Bari irányába. A várost átszelve a főút Brindisi felé tart.
- SS 172 – Martina Franca városával köti össze.
- SS 7ter – Leccével köti össze.
- SP 101- Leporanóval köti össze.

### Vasút
Taranto része az olaszországi gyorsvasúthálózatnak (Eurostar Italia). Naponta több szerelvény indul az ország nagyvárosaiba, elsősorban Nápolyba, Rómába, Milánóba és Velencébe. Regionális szerelvények révén összeköttetésben van Puglia többi nagyvárosával (Bari, Brindisi, Lecce, Foggia) és kisebb településeivel is.

### Repülő
A város központjától keletre 15 km-re fekvő Taranto–Grottaglie repülőtér 1964-ben kezdte meg működését. Kezdetben csak az Alitalia üzemeltetett járatokat Rómába. 1965-ben az Ati cég tulajdonába került, amely megnyitotta az első járatokat Velencébe és a milánói Linate repülőtérre. A repülőteret azonban 1969-ben bezárták az olaszországi repülőterek biztonsági feltételeit vizsgáló Lino-jelentés következményeként. Közel 16 éven keresztül zárva volt, noha időközben számos javítást és bővítést elvégeztek rajta. 1989-ben átnevezték Marcello Arlotta repülőtérre. Két éven keresztül az Alinord légitársaság üzemeltette. 1990-ben az Alinord csődbe ment, és a menetrend szerinti járatok ismét leálltak. 1993-ban néhány hónapig a Genavia légitársaság rendszeres járatot üzemeltetett Taranto és Genova között. A Genavia után a Victor Fly is próbálkozott rendszeres járatok üzemeltetésével Róma Fiumicino és Taranto között, de kevés sikerrel. Napjainkban csak kevés charterjárat és a teherszállító repülőgép használja.
A városhoz legközelebbi, személyforgalmat is lebonyolító repülőtér a bari Karol Wojtyla nemzetközi repülőtér, amely légvonalban 85 km-re északnyugatra van.

### Tömegközlekedés
A tömegközlekedést az AMAT Spa.(Azienda per la Mobilità nell’Area di Taranto) közlekedési vállalat biztosítja. 2003 óta két sétahajó (Clodia, Adria) is rendelkezésére áll az idelátogató turistáknak.

### Kikötő (Marina di Taranto)
Taranto turisztikai kikötője a Sant’Eligio gátnál található. A kikötő 254 járműnek adhat helyet, területén megtalálható egy rakodópart, egy hajófelvonó, javítóműhelyek, parkok és zöldövezetek.

## Híres tarantóiak

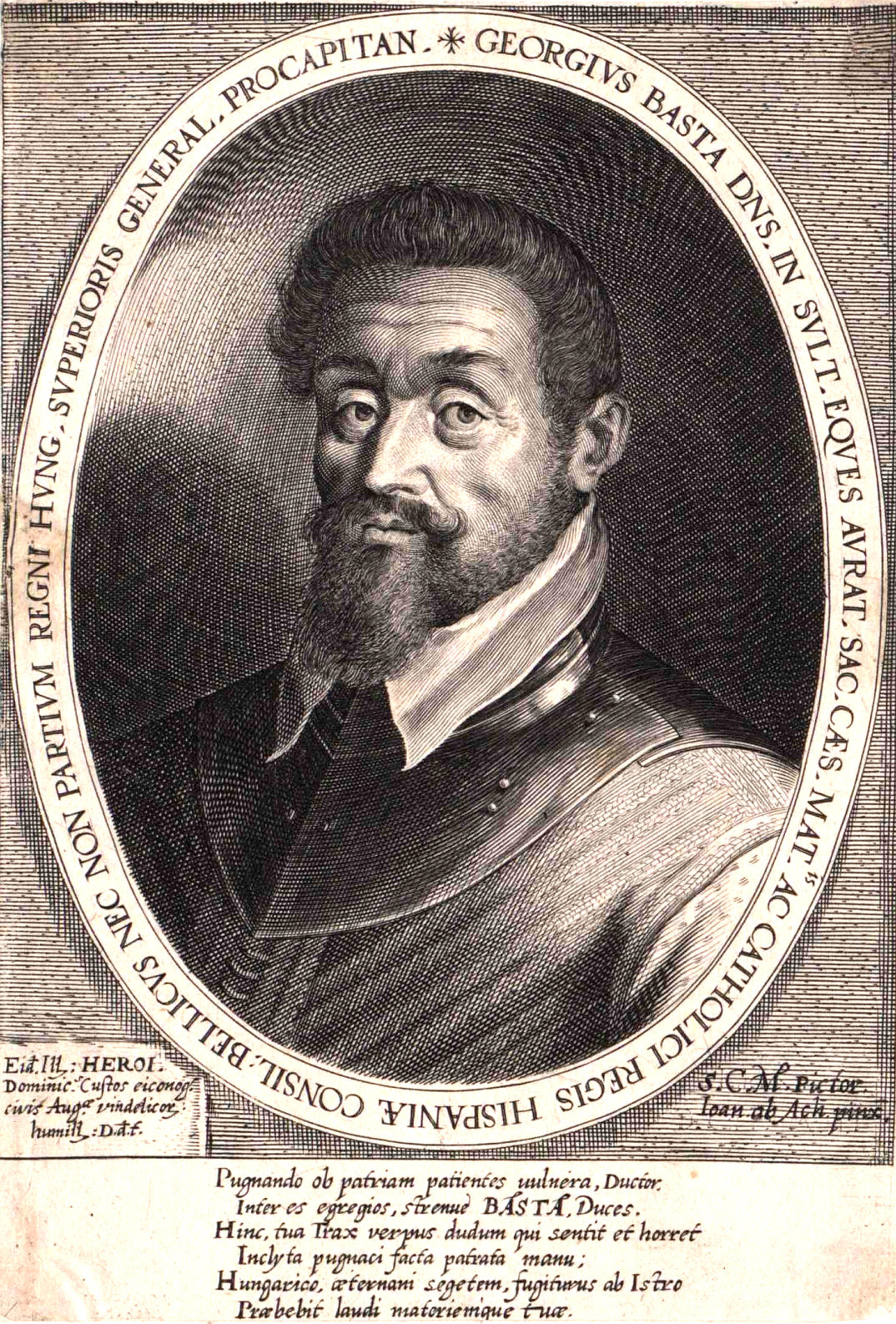
Giorgio Basta

Taranto számos híres ember otthona volt. Közülük a legjelentősebb Arkhütasz, görög filozófus, a püthagoreus iskola egyik legkiválóbb képviselője, akinek uralkodása alatt vált Taranto Magna Graecia legjelentősebb városává. A városban élt Livius Andronicus is, Homérosz Odüsszeiájának első latin nyelvű fordítója. Itt élt és itt végezték ki Szent Cataldus püspököt, a város védőszentjét. További híres tarantóiak:
- Arisztoxenosz (i. e. 4. század) görög zeneteoretikus
- Lüszipposz (i. e. 390–310 körül) görög szobrász
- Szent Sophronia (2-3. század) katolikus szent
- Leónidasz (i. e. 3. század) görög költő
- II. Niképhorosz Phókasz (912–969) bizánci császár
- Tankréd (1116–1138) szicíliai király
- Giorgio Basta (1544–1607) tábornok
- Ferdinando Acton (1832–1891) olasz admirális
- Vincenzo Amato (1881–1963) matematikus
- Pasquale Pinto (1940–2004) olasz festő

## Testvérvárosai
Taranto testvérvárosi kapcsolatokat alakított ki az alábbi településekkel:
- Breszt, Franciaország
- Doneck, Ukrajna
- Spárta, Görögország

## Fordítás
- Ez a szócikk részben vagy egészben  a   Tarent című német Wikipédia-szócikk ezen változatának fordításán alapul.  Az eredeti cikk szerkesztőit annak laptörténete sorolja fel. Ez a jelzés csupán a megfogalmazás eredetét és a szerzői jogokat jelzi, nem szolgál a cikkben szereplő információk forrásmegjelöléseként.